# 阿尔莫 (名)
阿尔莫，是主要使用于斯堪的纳维亚的名字。以下知名人物使用此名：
- 比亚特·阿尔莫·伦德